# 薛仁貴

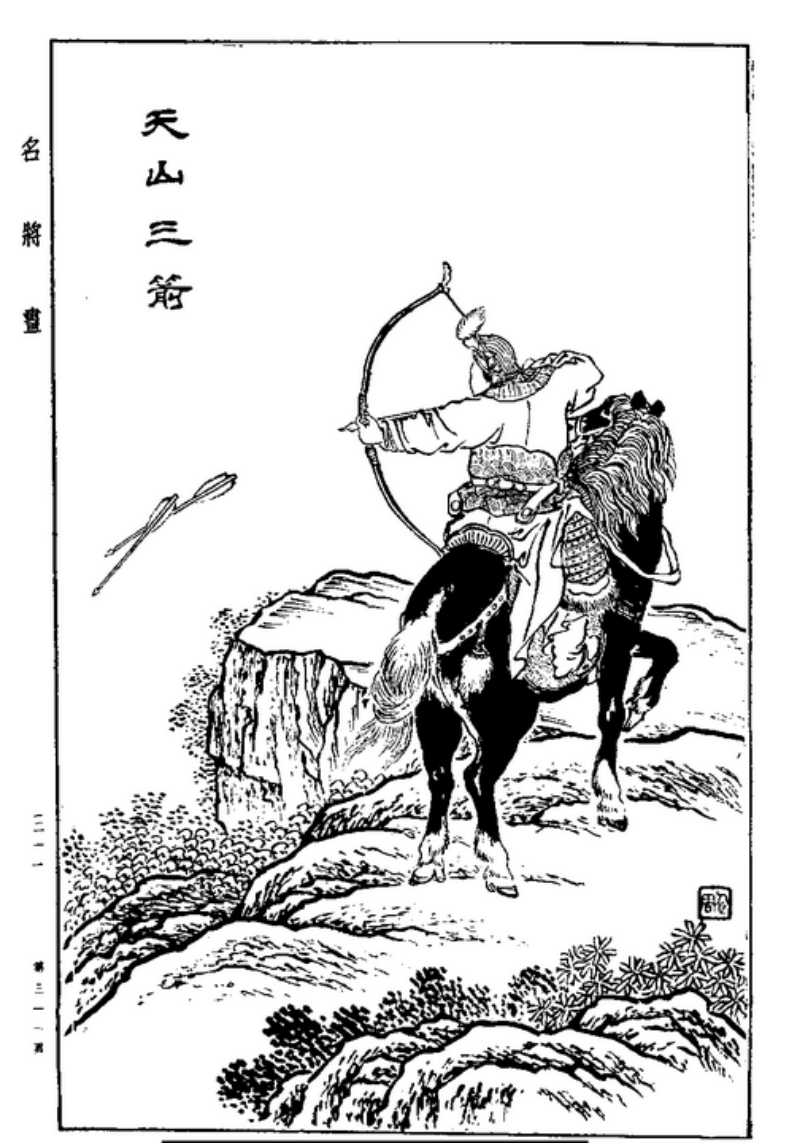
薛仁貴

薛仁贵（614年—683年），名礼，字仁貴，以字行，絳州龍門县（今山西省河津市）人，祖籍河东郡汾阴县（今山西省运城市万荣县）。出自河东薛氏南祖，是北魏將領薛安都的六世孙，唐朝初期将領。于贞观末年参军，随征高丽，留下了三箭定天山等典故。

## 生平

### 应妻从军
貞觀十九年(645年)，唐太宗下令遠征高句麗，將軍張士貴招募士兵。薛仁贵年少时家境贫寒，以种田谋生，准备迁葬祖先的坟墓时，其妻柳氏说：“一个人有出众的才干，也要等到合适的时机才能展现出来。如今皇帝亲征辽东，招募骁勇的将士，这是难得的时机，您为何不争取功名使自己显达？富贵之后回家，再迁葬也不晚。”薛仁贵应允，遂應募從軍。唐军攻安地，郎将刘君昂为敌军围困，薛仁贵救援刘君昂，斩敌将首级，綁在马鞍上，震慑敌军，由此知名。高句丽莫離支渊盖苏文手下將領高延壽的20萬大軍救援安市城（今遼寧海城南），唐太宗派遣诸将进击。薛仁贵自恃骁勇善骑射，欲立奇功，便穿上異於眾人的白色衣甲，手持方天畫戟，腰间别着两张弓，于万军中所向披靡。自此得到太宗賞識，升為游擊將軍、云泉府果毅，賜馬二匹，絹40匹。太宗征讨高句丽回朝后，称赞薛仁贵道：“朕以前的将领都老了。朕每次想提拔骁勇善战的将领，没有比得上你的。朕不高兴得到辽东，高兴得到你啊。”提拔薛仁贵为右领军中郎将，镇守玄武门。
唐高宗永徽五年（654年）闰五月初三夜，天降大雨，山洪暴发，大水冲至玄武门，守卫将士尽皆逃散。薛仁贵愤怒道：“哪里有天子情况紧急，宿卫就怕死立刻逃跑的？”然后冒死登门框向皇宫大呼，警示内宫，高宗因此得以避过灾难。不久大水淹没高宗寝宫，高宗感恩道：“幸亏有你啊，才避免被淹没，我才知道有忠臣。”于是赐给薛仁贵一匹御马。

### 战功赫赫

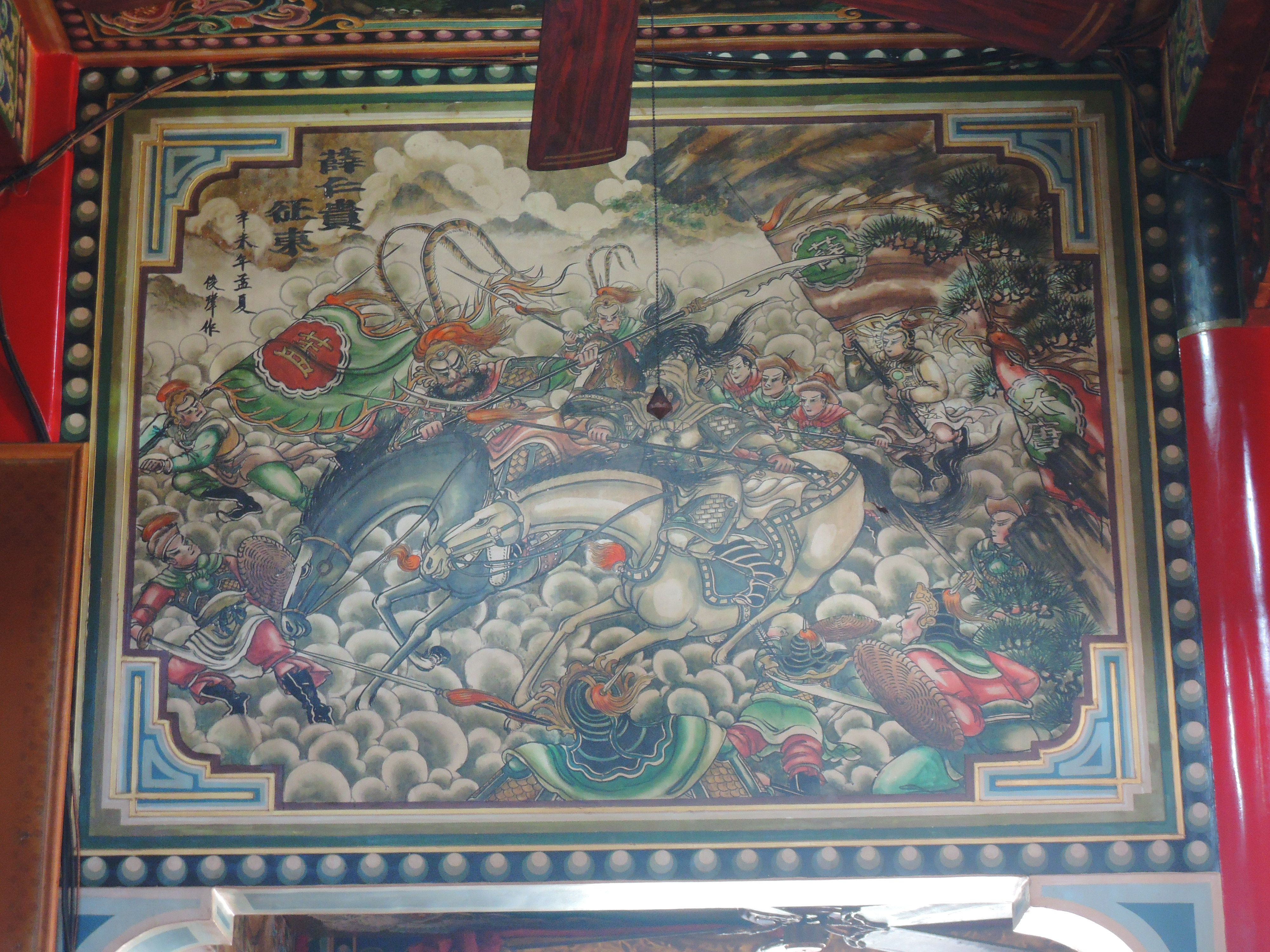
廟宇壁畫素材：薛仁貴征東（攝於台灣澎湖的菜園東安宮）

显庆二年闰月（657年），右屯卫将军苏定方进军西突厥，征讨反叛的阿史那贺鲁。薛仁贵上疏道：“臣听说师出无名，所以战事不能成功，向天下人明示敌人是贼寇，才有降服敌人的可能。现在泥熟依仗自己平时的才干，不愿屈居贺鲁之下，结果被贼寇击破，妻儿子女都被俘虏。有些汉兵在贺鲁诸部落中得到被击破的泥熟等人的家眷，将要把他们充入贱籍，如果妥当的取回并且送还给泥熟等人，仍然一样赏赐。那么既同情了泥熟等人无枉被攻打，又让百姓明白贺鲁等部性如贼寇，知道陛下恩泽广布。”高宗赞同了他的观点，释放泥熟家人；泥熟等人感恩，愿意跟随唐军效命。
显庆三年（658年），薛仁貴輔助營州都督兼東夷都護程名振经略辽东，在貴端城（位於今遼寧渾河一帶）攻破高句麗，斩首三千余。
显庆四年（659年）薛仁贵、梁建方、契苾何力等与高句丽大将温沙多门大战于横山（今辽宁辽阳华表山）。薛仁贵匹马当先，射无虚发，大破敌军。同月，又在石城大战高句丽军。高句丽军中有一个善射的人，射杀唐军十余人。薛仁贵大怒，单骑突击，生擒善射之人。十二月，又與辛文陵在黑山擊敗契丹，擒获契丹王阿卜固及诸首领，押送东都洛阳，因功升任左武卫将军，封河东县男。

### 三箭定天山
龙朔元年（661年），铁勒犯边，以薛仁贵为铁勒道行军副总管，跟随郑仁泰征讨铁勒。出征前，高宗在内殿大宴群臣，对薛仁贵说：“古代有善长射箭的人，能穿透七层铠甲，你射五层看看。”于是薛仁贵拉弓射箭，一箭就射穿五甲，高宗大为惊叹，命人取更加坚固的铠甲赐给薛仁贵。龙朔二年（662年），回纥九姓十余万人凭借天山（今蒙古杭爱山）有利地形，阻击唐军。三月，铁勒骁骑几十人前来挑战，薛仁贵应声出战，连发三箭，射死三人，震慑敌军，铁勒九姓被迫归降。铁勒骚扰唐朝边境数十年，薛仁贵恐有后患，于是坑杀降卒。之后继续北进，将铁勒九部的首领伪叶护三兄弟生擒，军中将士传唱道：“将军三箭定天山，壮士长歌入汉关。”从此回纥九姓突厥衰落。
铁勒有思结、多览葛等部落原先屯驻天山，郑仁泰大军到达后，畏惧唐军，请求归降。郑仁泰不接受归降，俘获有思结等部落家属赏赐军士，导致这些部落人怨恨而相继逃遁。有候骑言：“虏辎重畜牧被野，可往取。”郑仁泰选骑兵一万四千人，披甲驰马追击，越过大漠，至仙萼河，不见敌军，粮草用尽退兵。在路上，因缺乏粮草，导致“人饥相食”。最后“比入塞，余兵才二十之一，”损失惨重。而薛仁贵也娶部落女子为妾，“多纳赇遣”，遭到有司劾奏，唐高宗以功抵过，未加追究。

### 降服高句丽
乾封元年（666年），高句丽的莫离支泉盖苏文病死，长子泉男生继任莫离支，与其弟泉男建、泉男产不和。泉男建自称莫离支，发兵讨伐泉男生。泉男生派儿子泉献诚到唐朝求援。同年六月初七 ，高宗以右骁卫大将军契苾何力为辽东道安抚大使，领兵救援泉男生，同时以泉献诚为右武卫将军，充当向导。又以左金吾卫将军庞同善、营州都督高侃前去慰纳，而泉男建却率国人抗拒唐军，于是高宗又以薛仁贵统兵作为后援。庞同善等抵达新城（今辽宁抚顺北高尔山城），夜里遭到高句丽军袭击，薛仁贵率领骁勇军士救援，斩首百余级。十月，庞同善等进至金山，被高句丽军击败。形势危急之时，薛仁贵率兵杀到，将敌军拦腰截断，大破敌军，斩首五万余级。乘胜攻克南苏（今辽宁抚顺东苏子河与浑河交流处）、木底（今辽宁新宾西木奇镇）、苍岩（今吉林集安西）等三城，最终成功与泉男生相会。高宗听闻金山大捷的消息后，亲自下诏书称赞薛仁贵：“金山大阵，凶党实繁。卿身先士卒，奋不顾命，左冲右击，所向无前，诸军贾勇，致斯克捷。宜善建功业，全此令名也。”十一月，薛仁贵乘胜领兵二千进攻扶余城（今吉林四平），诸将皆认为兵微将寡，恐难取胜。薛仁贵却说：“在主将善用耳，不在多也。”于是亲自带头前进。
乾封三年（668年），薛仁贵军与高句丽军相遇，薛仁贵率兵奋击，大破敌军，斩杀俘获万余人，攻克扶余城。扶余城大捷后，高句丽举国震惊，“扶余川四十余城，乘风震慑，一时送款”。之后薛仁贵一路凯歌，与李勣大军会师于高句丽都城平壤城外。高句丽归降，唐朝分其境为九都督府、四十二州、一百县，并于平壤设安东都护府以统之。诏命薛仁贵率兵二万人与刘仁轨留守平壤。薛仁贵以功授右威卫大将军，封平阳郡公，兼检校安东都护。薛仁贵移至新城，抚养孤儿，赡养老人，治理盗贼，提拔任用高句丽的人才，表彰奖励品德高尚、行为优异的百姓，一时间高句丽人都非常喜悦，甚至忘却亡国之痛。

### 兵败大非川
咸亨元年（670年），唐朝为了打击吐蕃和光复吐谷浑，出动五万大军护送吐谷浑王还青海，以薛仁貴为为逻娑道行军大总管，阿史那道真、郭待封为副总管。郭待封是名将郭孝恪之子，曾为鄯城镇守，不甘心屈居薛仁贵之下，经常违抗薛仁贵的节制。唐军抵达青海湖南面的大非川，将要赶往乌海，薛仁贵对郭待封说：“乌海险远，车行艰涩，若引辎重，将失事机，破贼即回，又烦转运。彼多瘴气，无宜久留。大非岭上足堪置栅，可留二万人作两栅，辎重等并留栅内，吾等轻锐倍道，掩其未整，即扑灭之矣。”薛仁贵率军先行，至河口遇到吐蕃军，击破吐蕃军，斩获略尽，收获其牛羊等万余头，回军至乌海城，以待后援。郭待封傲慢，不听从薛仁贵之命，领着粮草辎重等缓缓前行。等郭待封军进至乌海时，吐蕃二十余万大军来救乌海，进击郭待封军，郭待封军惨败，军粮及辎重都被吐蕃军掳掠而去。薛仁贵只得退军，屯驻于大非川。吐蕃派出四十余万大军进攻唐军，唐军不敌，大败。薛仁贵无奈，只好与吐蕃大将论钦陵约和，才得以退军，然而吐谷浑自此沦陷。薛仁贵叹息道：“今年岁在庚午，军行逆岁，邓艾所以死于蜀，吾知所以败也。”因为战败，所以薛仁贵被废为平民。之后，高句丽余众反叛，薛仁貴再度被起用，为鸡林道总管，经略高句丽故地。上元年间，薛仁贵因为某事被贬，发配象州，遇到大赦，得以回归。

### 晚年起伏
開耀元年（681年），高宗念及薛仁贵旧功，召见薛仁贵，对他说：“往九成宫遭水，无卿已为鱼矣。卿又北伐九姓，东击高丽，汉北、辽东咸遵声教者，并卿之力也。卿虽有过，岂可相忘？有人云卿乌海城下自不击贼，致使失利，朕所恨者，唯此事耳。今西边不静，瓜、沙路绝，卿岂可高枕乡邑，不为朕指挥耶？”以薛仁贵为瓜州長史。不久，授右領軍衛將軍，檢校代州都督。
永淳元年（682年），突厥阿史德元珍率军入侵云州，薛仁贵奉命征讨。突厥人问道：“唐将为谁？”唐军回答：“薛仁贵。”突厥人道：“吾闻薛将军流象州死矣，安得复生？”薛仁贵脱掉兜鍪，突厥人见到薛仁贵还活着，相顾失色，“下马罗拜，稍稍遁去”。薛仁贵乘机进攻，大破突厥军，斩首万级，获生口三万（《旧唐书》：获生口两万余人），驼马牛羊三万余头，取得云州大捷。
永淳二年（683年），薛仁贵病逝，享年七十歲。身故後，朝廷追贈「左驍衛大將軍、幽州都督」，還特別製造靈輿，護送遺體歸還故里。
史书评价：“仁贵骁悍壮勇，为一时之杰，至忠大略，勃然有立。噫，待封不协，以败全略。孔子曰：“可与立，未可与权。”上加明命，竟致立功，知臣者君，信哉！”

## 子孫
薛仁貴長子薛訥，玄宗朝大將，也是《說唐演義》人物薛丁山的原型。另有四子：薛慎惑，官至司礼主簿、薛楚卿、薛楚珍和薛楚玉。
- 薛讷字慎言，唐玄宗时大破突厥，复封平阳郡公（薛仁贵封平阳郡公），谥号昭定，年七十二卒。《新唐书》说他：“性沉勇寡言，其用兵，临大敌益壮。”
- 薛楚玉字瑶，唐玄宗开元中为范阳节度使，以不称职而被削官。《新唐书·宰相世系表》载：薛楚玉，官至左羽林将军，封汾阴县伯。
  - 薛嵩，薛楚玉之子。膂力过人，不治生产，少年时误入歧途跟随安史叛军，后归唐，为昭义军节度使，封高平郡王，后改封平阳郡王。生平喜好蹴鞠，大历七年卒，赠太保。
    - 薛平，字坦途，薛嵩之子。以司徒致仕，封魏国公，年八十卒，赠太傅。
      - 薛从，字顺之，薛平之子。官终左领军卫上将军，赠工部尚书，与父亲同为一时之名臣。

  - 薛㟧，薛嵩之弟。大历七年继承兄长薛嵩节度使位，但在大历十年，被部将裴志清所逐，将兵马归田承嗣，逃到洺州。后入朝请罪，唐朝廷免其罪，将其地一分为三，以薛嵩族子薛择为相州刺史，薛雄（薛慎惑之孙，薛光之子）为卫州刺史，薛坚（薛讷之孙，薛直之子）为洺州刺史。田承嗣引诱薛雄造反，薛雄不从，被田承嗣派去的刺客杀害。

## 民間小說
薛仁貴的故事在民間广为流傳。元代戲劇家張國賓寫《薛仁貴衣錦還鄉》雜劇。清代無名氏著有通俗小說《薛仁貴征東》。

## 著作
- 《舊唐書‧經籍志》著錄「《周易新注本義》十四卷，薛仁貴撰。」
- 《新唐書‧藝文志》著錄「薛仁貴《周易新注本義》十四卷。」

## 相關戲劇
- 《薛仁貴征東》(1957年臺語電影）【主演：白蓉、金楓、李秋金、許成邦、白虹、戽斗、黃茂坤、文雯、楊長江】
- 《薛仁貴血戰柳家莊》(1950年香港:五福影業公司出品)【關德興飾  薛仁貴】
- 《薛仁貴三戲柳金花》(1957年香港:國華影業公司出品)【張活游飾  薛仁貴】
- 《金箭銀龍 (別名:薛仁貴)》(1964年香港:麗士影業公司出品)【任劍輝飾  薛仁貴】
- 《薛仁貴征東》(1985年TVB電視劇)【主演：萬梓良、鄧萃雯、吳家麗、廖啟智、陶大宇、秦沛】
- 《薛仁貴征東》(1983年電視歌仔戲)【主演：楊麗花、許秀年、黃香蓮、柯玉枝、青蓉、小鳳仙、黃龍】
- 《薛丁山征西》（夏雨飾  薛仁貴）
- 《薛剛反唐》(1986年TVB電視劇)（萬梓良再飾  薛仁貴）
- 《乞丐郎君千金女》(1999年民視台劇)【張晨光、張玉嬿主演】
- 《移山倒海樊梨花》(2002年民視台劇)【崔浩然飾  薛仁貴】
- 《烽火奇遇結良緣》(2004年TVB電視劇)》【石修飾  薛仁貴】
- 《唐朝戰記之薛仁貴征東》（2005年沈明正電視布袋戲影集）【沈明正配音 薛仁貴】
- 《渊盖苏文》(2006年SBS韩劇)【俞泰雄飾  薛仁貴】
- 《大祚荣》(2007年KBS韩劇)【李德华飾  薛仁貴】
- 《薛仁贵传奇》【保劍鋒飾  薛仁貴】
- 《大唐女將樊梨花》(2012年電視劇)【吴毅将飾  薛仁貴】
- 《隋唐英雄 3 & 4》(2014年電視劇)【黄海冰飾  薛仁貴】

## 延伸阅读
[在维基数据编辑]
 在维基文库阅读此作者作品（ 在维基共享资源阅览影像）
 《舊唐書/卷83》，出自刘昫《舊唐書》
 《新唐書·卷111》，出自《新唐書》